# Rezerwat przyrody Jezioro Jasne
Rezerwat przyrody „Jezioro Jasne” – rezerwat florystyczny o powierzchni 14,59 ha, w województwie zachodniopomorskim, w powiecie myśliborskim, w gminie Myślibórz oraz w powiecie pyrzyckim, w gminie Lipiany. Rezerwat położony wśród pól uprawnych i nieużytków, 1 km na północny wschód od Derczewa, 6,5 km na północny zachód od Lipian i 1 km na zachód od drogi krajowej nr 3.
Został utworzony na mocy Zarządzenia Ministra Leśnictwa i Przemysłu Drzewnego z dnia 23 stycznia 1973 r.
Celem ochrony jest zachowanie stanowiska najmniejszej rośliny naczyniowej wolfii bezkorzeniowej (Wolfia arrhiza) oraz wielu innych rzadkich gatunków roślin wodnych. Ze zwierząt można tu spotkać: bociana białego (Ciconia ciconia), błotniaka stawowego (Circus aeruginosus), zimorodka (Alcedo atthis), traszkę grzebieniastą (Triturus cristatus), kumaka nizinnego (Bombina bombina), wydrę (Lutra lutra) i norkę amerykańską (Mustela vison).